# سمات هیی

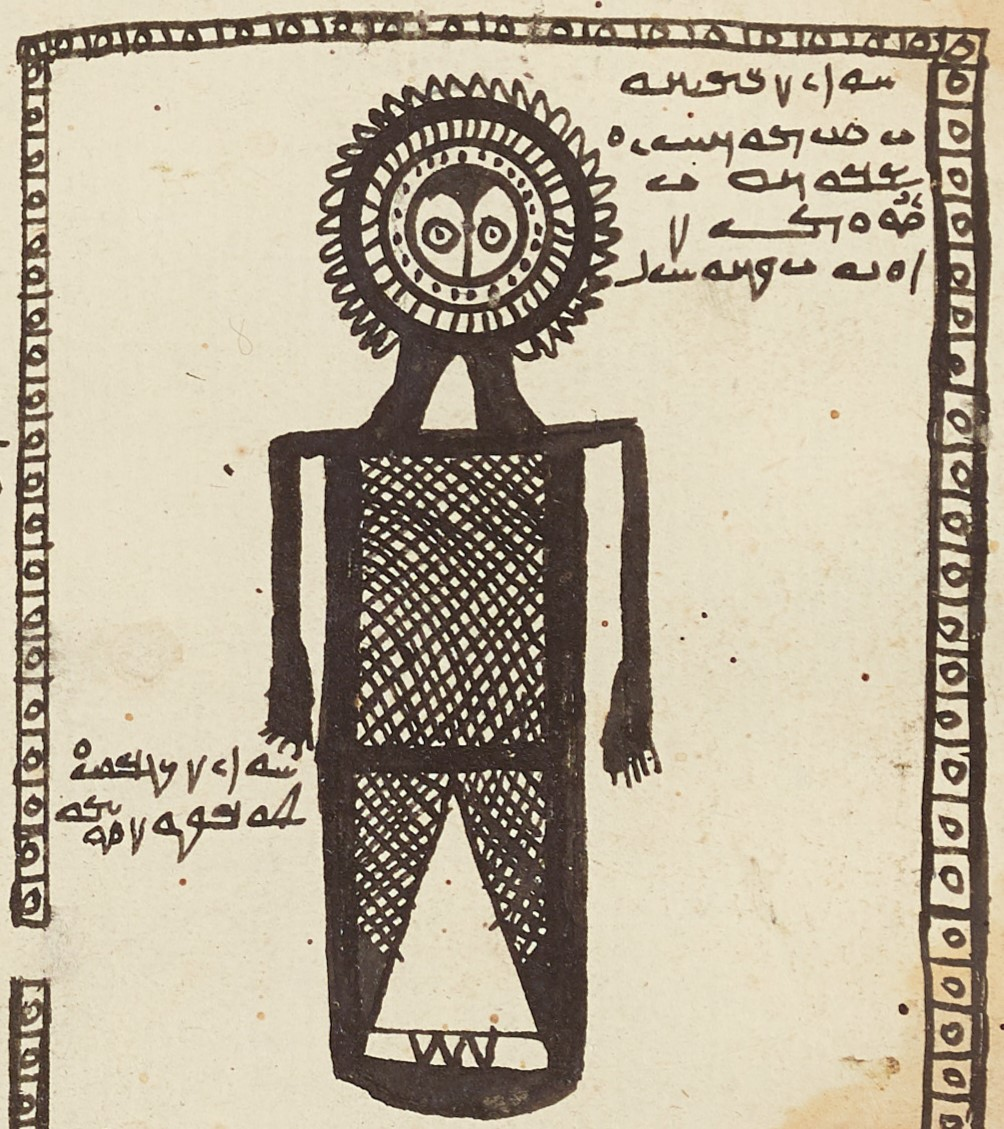
سمات هیی

سمات هیی (مندایی: ࡎࡉࡌࡀࡕ ࡄࡉࡉࡀ) یا گنزالحیات نام فرشته‌ای در اساطیر مندایی که در گنوس ریشه دارد و همسر و یاور هیی یا خدای یگانه مندایی شمرده می‌شود.کنزالحیات حسب اساطیر در آلما دنهورا یا عالم نور در کنار اثراها زندگی می‌کند.در اساطیر دین مانوی نام وی به صورت مادر زندگی و همسر زروان آمده است.

## منبع
- سایت آفتاب کیش گنوسی و عرفان مانوی.فارسی.بازدید در ۱ ژوئیه ۲۰۱۱